# Terrilimosina longipexa
Terrilimosina longipexa är en tvåvingeart som beskrevs av Marshall 1987. Terrilimosina longipexa ingår i släktet Terrilimosina och familjen hoppflugor. Inga underarter finns listade i Catalogue of Life.